# 이일재
이일재(李日載, 1960년 11월 13일 ~ 2019년 4월 5일)는 대한민국의 배우이다.

## 생애
1981년 연극배우로 첫 데뷔하였고 1990년 영화 《장군의 아들》의 주연으로 영화배우 데뷔하였으며 1993년 텔레비전 연기자로도 활동의 폭을 넓힌 데 이어 1997년 뮤지컬 배우 데뷔하였다.
2000년에 그는 본인(이일재)이 운영한 갈비집 '삼성각'에서 만난 14년 연하의 황지선과 결혼하여 그녀와의 사이에서 슬하 2녀를 두었다.
폐암 4기를 선고받고 투병하던 중 2019년 4월 5일 58세의 나이로 사망하였다.

## 학력
- 전주신흥중학교
- 전주해성고등학교
- 한양대학교 연극영화과

## 출연작

### 영화
- 보안관 (2017년) ... 경무관 역(특별출연)
- 날나리 종부전 (2008년)
- 라운드 원 (2003년)
- 건달 본색
- 블루
- 의혈
- 깡패법칙 (2000년)
- 깊은 슬픔 (1997년)
- 무소의 뿔처럼 혼자서 가라 (1995년)
- 해적
- 게임의 법칙
- 선유락 (이상 1994년.)
- 장군의 아들 3 (1992년) 김동회 역
- 젊은 날의 초상
- 장군의 아들 2 (이상 1991년.) 김동회 역
- 장군의 아들 김동회 역
- 꼭지딴 (이상 1990년.)

### TV 드라마
- 1993년 MBC 특별기획드라마 《제3공화국》 ... 재일교포 전세호 역
- 1993년 MBC 수목미니시리즈 《폭풍의 계절》
- 1993년 KBS2 수목드라마 《비검》 ... 천수 역
- 1994년 SBS 월화드라마 《도깨비가 간다》
- 1994년 KBS2 대하드라마 《역사의 라이벌》
- 1994년 KBS2 대하드라마 《인간의 땅》 ... 김찬 역
- 1995년 KBS2 월화드라마 《장녹수》 ... 김효손 역
- 1995년 KBS2 주말연속극 《젊은이의 양지》 ... 흑곰(민도혁) 역.
- 1995년 KBS2 TV소설《길》 ... 음악교수 역
- 1995년 KBS1 대하드라마 《찬란한 여명》 ... 지운영[2] 역
- 1996년 SBS 3.1절특집극 《안중근》 ... 안중근 역
- 1998년 KBS2 토요시트콤 《행복을 만들어 드립니다》 ... 고모부 역
- 1999년 KBS2 일요시트콤 《어사출두》 ... 검객 역
- 2000년 KBS2 단막극 《드라마시티 - 데칼코마니》 ... 석호 역
- 2000년 MBC 아침드라마 《사랑할수록》 ... 형석 역
- 2002년 SBS 대하드라마 《야인시대》 ... 김동진 역
- 2003년 KBS1 대하드라마《무인시대》 ... 허승 역
- 2004년 SBS 대기획 《장길산》 ... 여환 역
- 2004년 KBS1 대하드라마 《불멸의 이순신》 ... 이일 역
- 2006년 SBS 대하사극 《연개소문》 ... 부여윤충 역
- 2007년 MBC 수목미니시리즈 《개와 늑대의 시간》 ... 스티븐 김 역
- 2007년 SBS 대하사극 《왕과 나》 ... 김자명 역
- 2007년 KBS2 단막극 《드라마시티 - 아귀》 ... 윤시연 남편 역
- 2008년 KBS2 대하드라마 《대왕 세종》 ... 김도련 역
- 2008년 MBC 창사 47주년 특별기획드라마 《에덴의 동쪽》 ... 노재봉 검사 역
- 2009년 KBS 대하드라마《천추태후》 ... 김종현 역
- 2010년 SBS 월화드라마 《아테나: 전쟁의 여신》 ... 대통령경호실 경호관 역(15회 출연)
- 2011년 SBS 특집드라마 《북만벌, 칼을 가는 나그네 - 백야 김좌진 장군》 ... 김좌진 역
- 2012년 KBS2 특별기획드라마 《각시탈》 ... 이선 역
- 2012년 KBS1 대하드라마 《대왕의 꿈》 ... 호림 역
- 2015년 KBS1 광복70주년 특별기획 대하드라마 《징비록》 ... 원균 역

뮤직비디오
- 김성집 - 《기약》(2000년)

### 연극
- 1996년 《사도장헌세자의 불운과 비애》 ... 홍봉한 역(조연)

### 뮤지컬
- 1996년 《아가씨와 건달들》

### 예능
- 2013년 JTBC 《유자식 상팔자》
- 2018년 tvN 《둥지탈출3》

### 광고
- 1993년 (주)부흥 잔피엘

## 수상 경력
- 1992년 제28회 《백상예술대상》 영화부문 남자 신인연기상 - 장군의 아들 2